# Papilio aegeus
El papilio de los vergeles (Papilio aegeus) es una especie  de lepidóptero ditrisio  de la familia Papilionidae que habita en Australia (desde Queensland hasta Victoria), en Papúa Nueva Guinea y las islas del océano Pacífico comprendidas entre los dos países, donde se diferencias numerosas subespecies.

## Características
Tiene una envergadura de entre 7,5 y 9 cm. La especie se caracteriza por unas manchas pálidas en el centro de las alas posteriores. Los machos son más pequeños y tienen unos puntos blancos en las alas negras anteriores, y un punto rojo en el margen interior de las posteriores. Las hembras, más grandes, se pueden encontrar de distintas formas; todas ellas tienen marcas blancas en las alas anteriores y una banda de manchas rojas en las posteriores, que recorren el perímetro del ala.